# 倉田英之
倉田 英之（くらた ひでゆき、1968年7月9日 - ）は、アニメ脚本家、小説家。スタジオオルフェ所属。岡山県井原市出身。

## エピソード
- 自らシリーズ構成・脚本を手掛けた『R.O.D -READ OR DIE-』のDVDには日本アニメでは初のオーディオコメンタリーが収録されており、監督の舛成孝二と共に出演している。その後も倉田が脚本を担当したアニメのDVDではほとんどの場合コメンタリーが収録されており、出演声優や制作スタッフ達の話が聴けるようになっている。しかし、肝心の内容は実写映画等のそれ（メイキングや裏話）とは大きく異なり単なる雑談である事が多い。この独特のスタイルは他の（倉田が関わっていない）アニメにも伝染している。[独自研究?]
- 『R.O.D』において原作イラスト、キャラクター原案を担当した羽音たらくは同じスタジオオルフェ所属であり、「たらく」を逆に読むと「くらた」になる事から、同一人物のペンネームなのではないかとの噂が一時期あった。これは後に『R.O.D -THE TV-』のオーディオコメンタリーで両者が同時に出演して直接否定している。
- 『武装錬金』の登場人物、「岡倉英之」のモデルになっている。これは作者の和月伸宏が2002年、アメリカでの「ANIME EXPO」に倉田と共に参加した際の縁である。なお、『R.O.D』の主要スタッフとして同時に参加した舛成孝二、石浜真史もそれぞれ「六舛孝二」「大浜真史」のモデルとなっており、三人のイニシャルを並べると「R.O.D」になる。
- 2008年7月に、自身初のコラム集『倉本』が発売された。
- 「アニメ会の『ヲタめし!』」の2008年9月9日更新分にゲスト出演し、同じ漫画単行本を多数買うとか自宅がグッズや蔵書で足の踏み場もない為、同じアパートの別の部屋を借りて所持品の多くを運び入れていると話す。
- 自らシリーズ構成・脚本を手掛けた『かんなぎ』第5幕において、男子学生の役で声優として出演している。なお、同作品の監督である山本寛も同様の役で声優として出演している。
- 『大正野球娘。』のファンを公言しており、オトナアニメなどの雑誌等でも度々同作品を絶賛している。また『かみちゅ!』BD（ブルーレイディスク）のオーディオコメンタリーで出演した際に、「オトナアニメでR.O.DがBDで出るんでJ.C.STAFF特集に絡めて記事書いて下さいって言われたが、何一つ覚えてねえから大正野球娘。のことばっかり書いた（以上要旨）」と発言している。
- 弟は集英社で『R.O.D』の担当編集をしている倉田雅弘。現在は糖尿病で通院している。単行本を買った漫画は買った順番に『ドラえもん』、『ブラック・ジャック』、『ゴーゴー悟空』。初めて読んだ小説は小学館が出していた少年少女文学全集のウェルズの『宇宙戦争』[3]。

## 主な執筆作品
※太字はシリーズ構成、特記のないものは脚本を担当。
1990年代
- 魔法少女プリティサミー

1997年
- バトルアスリーテス大運動会

1998年
- アンドロイド・アナ MAICO 2010

1999年
- へっぽこ実験アニメーション エクセル・サーガ（シリーズ構成では地獄組名義、黒田洋介と共同脚本）
- 今、そこにいる僕（全話脚本）

2000年
- BRIGADOON まりんとメラン

2001年
- 魔法遊戯（3D版の脚本）
- R.O.D -READ OR DIE-

2003年
- Milkyway
- R.O.D -THE TV-

2005年
- かみちゅ!（全話脚本）
- ガン×ソード（全話脚本）

2006年
- HELLSING OVA版

2007年
- バンブーブレード

2008年
- かんなぎ（声優（第5幕 男子学生役））
- 快盗天使ツインエンジェル

2009年
- 明日のよいち!
- ささめきこと

2010年
- 宇宙ショーへようこそ
- 俺の妹がこんなに可愛いわけがない
- 神のみぞ知るセカイ

2011年
- ドラゴンクライシス!
- 神のみぞ知るセカイII

2012年
- 一騎当千 集鍔闘士血風録

2013年
- 俺の妹がこんなに可愛いわけがない。
- 神のみぞ知るセカイ 女神篇
- 東京レイヴンズ
- サムライフラメンコ
- ガリレイドンナ

2014年
- 最近、妹のようすがちょっとおかしいんだが。
- 龍ヶ嬢七々々の埋蔵金
- 東京ESP
- グリザイアの果実

2015年
- グリザイアの楽園
- 純潔のマリア

2016年
- DRIFTERS
- 灼熱の卓球娘

2017年
- メイドインアビス

2018年
- ゴブリンスレイヤー

2020年
- ゴブリンスレイヤー -GOBLIN'S CROWN-

2022年
- ドールズフロントライン
- BASTARD!! -暗黒の破壊神-
- メイドインアビス 烈日の黄金郷

2023年
- るろうに剣心 -明治剣客浪漫譚- (2023)
- ゴブリンスレイヤーII

## 著作

### 単行本
- 神秘の世界エルハザードシリーズ
  - 神秘の世界エルハザード（1996年2月 徳間AM文庫 上下巻）
  - 神秘の世界エルハザード 外伝（1996年8月 - 徳間AM文庫 既刊1巻）
- バトルアスリーテス大運動会シリーズ
  - バトルアスリーテス大運動会（1997年5月 - 1998年10月 電撃文庫 全4巻）
  - バトルアスリーテス大運動会 外伝（1998年2月 - 9月 電撃文庫 全2巻） - 共著：黒田洋介、桑原忍、紺野たくみ、荒木洋
- メリーメント・キャリング・キャラバン 砂漠の白影（1998年9月 ファミ通文庫 全1巻）
- TRAIN+TRAIN（1999年9月  - 電撃文庫 既刊5巻）
- R.O.D -READ OR DIE-（2000年7月 - スーパーダッシュ文庫 既刊12巻）
- ガン×ソード（2006年1月 - 4月 角川スニーカー文庫 全2巻）

### 単行本未収録
- アキバ忍法帖 - 初出：「パンドラ」Vol.1 SIDE-B（2008年4月 講談社）／再録：『年刊日本SF傑作選 超弦領域』（2009年6月 創元SF文庫）

### エッセイ集
- 倉本 倉田の蔵出し（2008年7月 アスキー・メディアワークス）
  - 俺と生活 - 初出：「月刊PCエンジェル」1996年7月号〜2001年7月号（オデッセウス）
  - 俺とアメリカ - 初出：「月刊コミック電撃大王」2002年10月号〜11月号（メディアワークス）
  - 俺とラストラブ - 書き下ろし
  - 俺とDVD - 初出：「チャンピオンRED」2006年4月号〜2008年3月号（秋田書店）
  - 俺と俺の過去 - 初出：「ファントム」（2006年4月、二見書房）
- 倉本50 倉田の蔵出し（2018年7月 KADOKAWA）
  - 俺とようすみっ！ - 初出：「電撃萌王」2012年6月号〜2018年2月号（KADOKAWA）
  - 俺とオトナの萌王 - 初出：「電撃おとなの萌王」Vol.01〜07（KADOKAWA）
  - 俺と幸せの青いブルーレイ - 初出：「CONTINUE」Vol.44〜50（太田出版）
  - 俺とオトナアニメ - 初出：「オトナアニメ」Vol.10,15,18,20,24,31（洋泉社）、「別冊オトナアニメ アニメになったラノベ美少女大図鑑」（2011年6月、洋泉社）
  - 俺の思春期 - 書き下ろし
  - 「萌え」は円周率＝πであり、神です。 - 「メガミマガジン」2009年9月号（学研プラス）
  - 「たいやき」を恋ひ暮らし - 「アニメージュ」2013年6月号（徳間書店）

### 対談集
- 読書狂の冒険は終わらない！（2014年10月 集英社新書） - 共著：三上延

### 漫画原作
- R.O.Dシリーズ
  - R.O.D -READ OR DIE-（2000年 - 2002年 「ウルトラジャンプ」連載） -  作画：山田秋太郎
  - R.O.D -READ OR DREAM-（2003年 - 2005年 「ウルトラジャンプ」連載） - 作画：綾永らん
  - R.O.D -REHABILITATION-（2013年 「スーパーダッシュ＆ゴー！」連載） - 作画：藤ちょこ
- TRAIN+TRAIN（2000年 - 2003年 「月刊コミック電撃大王」連載） - 作画：たくま朋正
- 最強純情巨大ロボももえ！（2002年 「ドラゴンHG」連載） - 作画：あんくるさむ
- サムライジ（2003年 - 2004年 「週刊少年チャンピオン」連載） - 作画：山田秋太郎
- CLOTH ROAD（2004年 - 2011年 「ウルトラジャンプ」連載） - 作画：okama
- ハンド×レッド（2007年 - 2009年 「月刊ComicRex」連載） - 作画：星樹
- ノイジィ・ガール（2008年 - 休載中「月刊コミック電撃大王」連載） - 作画：鳴子ハナハル
- 獣臣蔵（2009年 - 2010年 「ヤングチャンピオン烈」連載） - 作画：館尾冽
- シザーマン（2010年 「チャンピオンRED」連載） - 作画：たもりただち

## その他の作品等
- PC-9800シリーズ用ゲームソフト『スレイヤーズ』（1994年3月25日、シナリオサポート担当）
- PCエンジンSUPER CD-ROM²用ゲームソフト『美少女戦士セーラームーン』（1994年8月5日）、『美少女戦士セーラームーン Collection』（1994年11月25日）[14]
- PC Angel（1993年 - 1996年、オデッセウス（現・青空出版）発行のアダルトゲーム雑誌での特集記事を担当）
- スクライド アニメブック「スクライドさん」（2001年 同僚の黒田洋介との繋がりで、スクライドを全く知らない状態で倉田により執筆された『阿呆文』。『妖艶絵』は木村貴宏が担当）